# Рівнополь
Рі́внополь (каз. Равнополь) — село у складі Успенського району Павлодарської області Казахстану. Входить до складу Рівнопольського сільського округу.
Населення — 368 осіб (2021; 384 у 2009, 826 у 1999, 1423 у 1989).
Національний склад станом на 1989 рік:
- німці — 77 %